# جاناتان ووترز
جاناتان ووترز (انگلیسی: Jonathan Vaughters؛ زادهٔ ۱۰ ژوئن ۱۹۷۳) دوچرخه‌سوار اهل ایالات متحده آمریکا است. وی در مسابقات تور دو فرانس و جیرو دیتالیا شرکت کرده است.